# 武裝改裝車

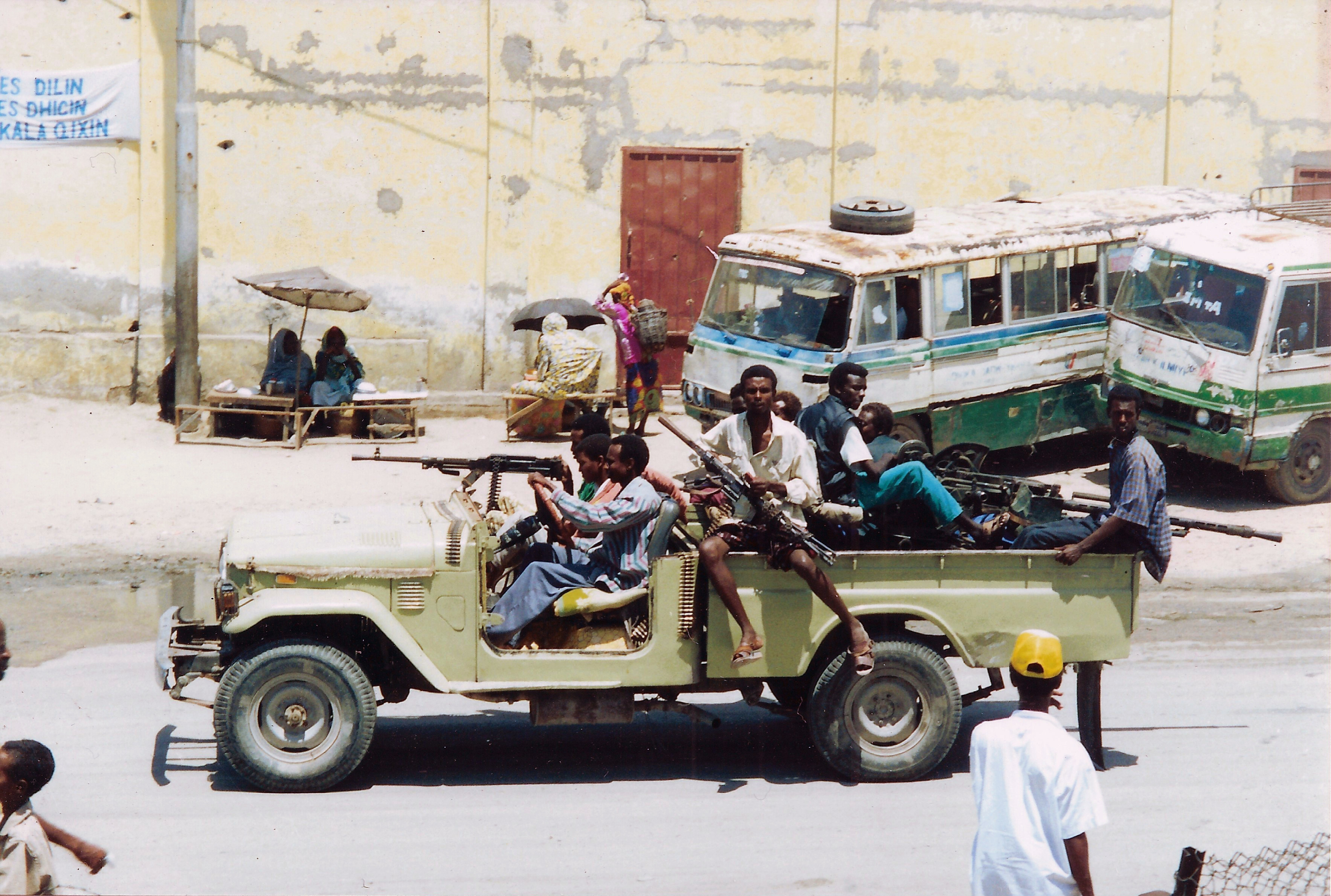
在摩加迪沙出現的武裝改裝車。

武裝改裝車（英語：Technical vehicle），是由民用或非戰鬥军用车辆改裝而成的非標準化武裝載具（英語：non-standard tactical vehicle, NSTV），最常見的例子就是在皮卡或四輪傳動車輛以上架設機槍、高射炮、反坦克砲、無後座力砲以至导弹等武器。其因價格廉宜、簡單實用、堅固耐用而常被世界各地的民兵、準軍事部隊等非正規武裝所採用，故亦被俗稱為「民兵戰車」。

## 發展
Technical及其稱謂發源自1990年代早期的索馬里。由於被禁止從外界帶入安保力量，許多非政府組織只能僱用當地武裝來保護人員，而花銷一般會用「技術支援補助金」（英語：Technical assistance grants）的名義報賬，Technical這個詞後來被引申至指代任意載有武裝人員的車輛。在南索馬里，武裝改裝車被視為武力和強權最突出的象徵。擁有武裝改裝車的數量多少往往被用來衡量一個軍閥的武裝實力。
武裝改裝車不一定以皮卡改裝而成，最小型的可是以摩托車甚至購物手推車改裝而成。

## 优缺点

### 优点
- 由于武装改装车大都使用民用车辆改装而成，因此车辆以及零件获取难度相对于正规的军用车辆要低，从而大大降低了其获取与维护门槛，也因此深受非政府武装甚至是政府武装的喜爱。
- 机动灵活。在丰田战争中，装备武装改装车的乍得部队利用包括米蘭反坦克飛彈在内的武器有效打击了进犯的利比亚军队。

### 缺点
- 武装改装车相较于装甲战斗车辆而言，缺乏完善的装甲防护，因此大多数情况下与坦克或步兵战车正面对抗无异于以卵击石。

## 画廊

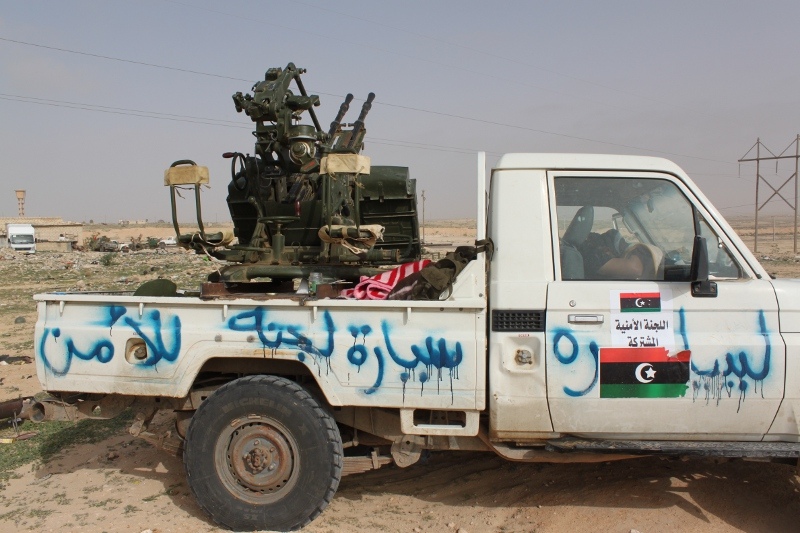
部署于布雷加边防检查站，安装了ZPU-2防空炮的武装改装车。
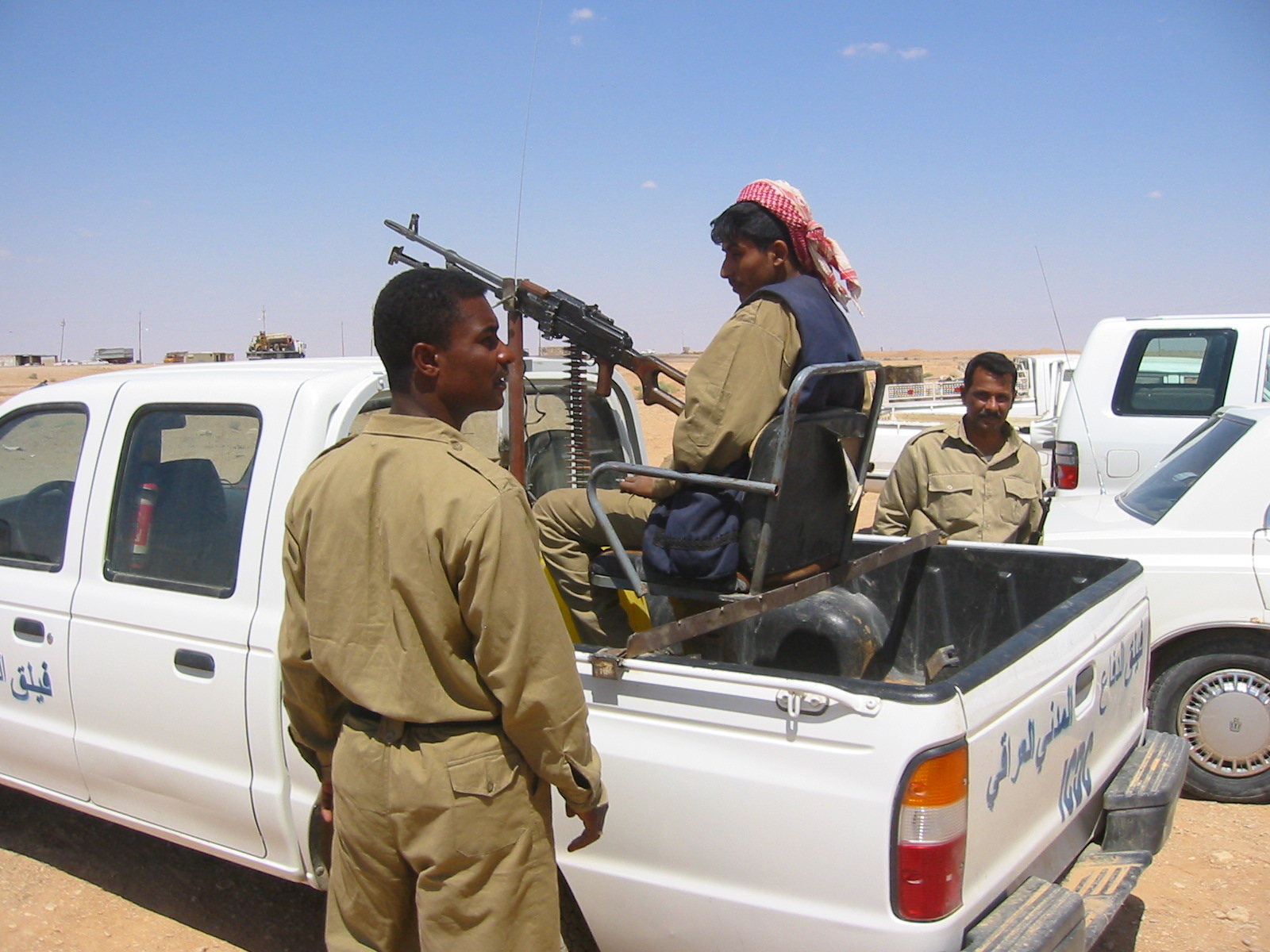
位于努海卜（英语：Nukhayb）的伊拉克军在福特Ranger（英语：Ford Ranger）武裝改裝車上安装了一挺PKM通用机枪。
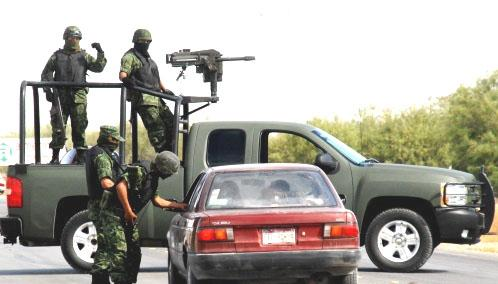
墨西哥毒品战争中在检查站执勤的墨西哥士兵的武装改装车上安装了Mk 19自动榴弹发射器。

## 資料來源
1. ↑  .   [2018-01-04]. （原始内容存档于2020-11-26）.
2. ↑  .   [2016-05-22]. （原始内容存档于2021-01-28）.

## 外部連結
- Somali Technicals and AFV Photos
- A World of Dust
- Road Warrior ：1995年，關於摩加迪休武裝改裝車的紀錄片。